# Curasicana
Curasicana (Kurashikiana, Kurasikana), karipski indijanski narod iz Venezuele koji su govorili istoimenim dijalektom [yar-cur] jezika yabarana [yar]. Živjeli su na rijeci Manapiari, pritoci Ventuarija.